# Подстенице
Подстенице (словен. Podstenice) су насељено место у општини Долењске Топлице, регија Југоисточна Словенија, Словенија.

## Историја
До територијалне реорганизације у Словенији биле су у саставу старе општине Ново Место.

## Становништво
У попису становништва из 2011. године, Подстенице су имале 4 становника.
| Број становника према пописима | Број становника према пописима | Број становника према пописима |
| ------------------------------ | ------------------------------ | ------------------------------ |
| 1991                           | 2002                           | 2011                           |
| 7                              | З                              | 4                              |

Напомена: Године 1955. повећана за насеља Делечји Врх и Погорелец, која су укинута.
- Ознака З представља заштићене податке

## Галерија
- споменик посвећен 600-годишњици оснивања некадашњег Немачког села Погорелец (Pogorelz)
- партизанска „База 20“ из периода Другог светског рата